# Opsiphanes phrataphernes
Opsiphanes phrataphernes är en fjärilsart som beskrevs av Hans Fruhstorfer 1912. Opsiphanes phrataphernes ingår i släktet Opsiphanes och familjen praktfjärilar. Inga underarter finns listade i Catalogue of Life.